# Указ-закон № 4161 от 1956 года
Декрет-закон № 4161 — нормативный акт, изданный 5 марта 1956 года де-факто президентом Аргентины генералом Педро Эухенио Арамбуру, совместно с вице-президентом и всеми министрами военной диктатуры, провозгласившей себя «Освободительной революцией» (Revolución Libertadora). В соответствии с этим декретом запрещалось произносить имена Хуана Доминго Перона и Эвы Дуарте де Перон, а также делать любые упоминания, связанные с перонистской идеологией или направленные на пропаганду перонизма. Документ стал частью широкой политики «десперонизации» населения Аргентины. Декрет оставался в силе с марта 1956 года до 18 ноября 1964 года (за исключением периода президентства Артуро Фрондиси).

## Контекст
На тот момент Республика Аргентина находилась под властью военной диктатуры, именовавшей себя «Освободительной революцией» (Revolución Libertadora), которая пришла к власти в результате государственного переворота, совершённого 16 сентября 1955 года против конституционного правительства Хуана Доминго Перона. Исполнительную власть возглавляли генерал Педро Эухенио Арамбуру в качестве президента и контр-адмирал Исаак Франсиско Рохас в качестве вице-президента.

## Содержание
Декрет состоял из пяти статей, в которых определялись действующие ограничения, сфера их применения, санкции, предусмотренные для нарушителей, а также подписанты документа.

### Статьи декрета
- Статья 1

Устанавливалось прямое запрещение «использования изображений, символов, знаков, выразительных форм, доктрин, предметов и художественных произведений, (...) которые (...) представляют перонизм». В тексте приводился перечень запрещённых терминов, включая: «перонизм», «перонист», «хустисиализм», «хустисиалист», «третий путь», «Перонистский марш», а также публичные выступления президента Хуана Доминго Перона и Эвы Перон. Под запрет подпадало также «собственное имя свергнутого президента» и «имена его родственников».
- Статья 2

Провозглашалось, что положения декрета имеют характер норм публичного порядка, а потому не допускают ссылок на ранее приобретённые права для их оспаривания.
- Статья 3

За нарушение предписаний предусматривалось наказание в виде лишения свободы сроком от тридцати дней до шести лет. Кроме того, нарушители обязаны были уплатить штраф и лишались права занимать государственные, профсоюзные или партийные должности. В случае нарушения со стороны коммерческой организации она подлежала закрытию на срок пятнадцать дней при первом правонарушении, а при повторном — окончательной ликвидации. В отношении юридических лиц (политических партий, профсоюзов, коммерческих обществ и др.) также могла применяться мера роспуска. Санкции не могли быть условными, а наказания — подлежащими освобождению под залог.
- Статья 4

Определялось, что декрет будет скреплён подписями вице-президента де-факто и всех министров.
- Статья 5

Предписывалось официальное распространение и архивирование документа. Под декретом стояли подписи Педро Эухенио Арамбуру, Исаака Рохаса, Альваро Альсогарая, Эдуардо Буссо, Луиса Б. Черрути Косты и других государственных деятелей.

## Отмена
Декрет-закон № 4161 был отменён Законом № 16.648, принятым Национальным конгрессом 30 октября 1964 года и обнародованным президентом Артуро Ильей 18 ноября того же года.